# フィルイーズ宗谷
フィルイーズ宗谷（フィルイースそうや）は、ハートランドフェリーが運航していたフェリーである。

## 概要
内海造船瀬戸田工場で建造され2000年12月23日に進水、2001年5月に就航した。その後ハートランドフェリーへの社名変更に伴い日本海をイメージした濃藍の基本色とミヤマスミレをイメージした紫色のデザインが描かれたが、2017年に紫色をイメージカラーとした「カランセ奥尻」の就航に伴いイメージカラーを紫色からエゾカンゾウをイメージした黄色に変更した。
2019年10月31日もって運行を終了。フィリピンへ売却され、2019年11月6日フィリピンへ向かった。
現在「FILIPINAS MINDANAO」としてフィリピンセブ島付近で就航している。

### 航路
利尻・礼文航路
- 稚内港 - 鴛泊港（利尻島）・香深港（礼文島）
- 鴛泊港 - 香深港
- 沓形港（利尻島） - 香深港（6月-9月のみ季節運航）

ボレアース宗谷、サイプリア宗谷と本船の3隻で運航していた。

## 設計
離島航路初の交通バリアフリー法に基づいて作成された鉄道・運輸機構の旅客船バリアフリー設計マニュアルに準拠したバリアフリー高度化船である。通常の船内設備に加えて、高齢者や身障者に対応した客室、多機能トイレ、車いす対応エレベーターなどのバリアフリー設備を備える。

## 船内

### 船室
- 特別室（1室）
- 一等 - ラウンジ席、和室（1室）
- 二等 - イス席、座敷席、優先席（バリアフリー対応）

### 設備
- 案内所
- 売店